# Ann-Sophie Qvarnström

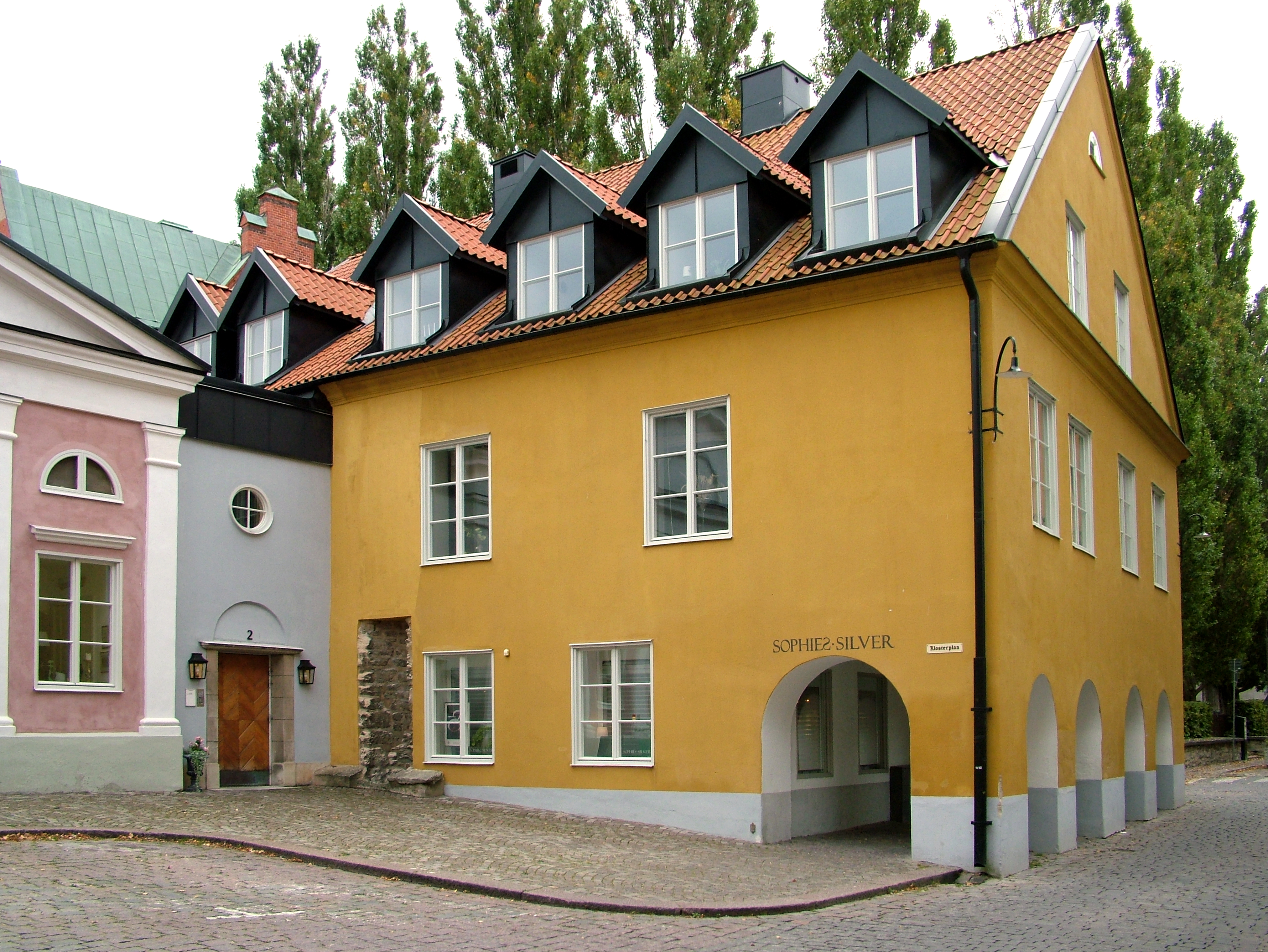
Sophies Silver på Sankt Hansgatan 34, Visby.

Ann-Sophie Qvarnström, född 26 juli 1958, är en svensk silversmed och illustratör mest känd för de kartor hon ritade för den svenska rollspelshobbyn under 1980-talet.

## Biografi
Ann-Sophie Qvarnström föddes i Göteborg men växte upp i Stockholm där hon gick i Franska skolan.
År 1984 inregistrerade hon firman Sophias Ateljé och öppnade en ateljé med butik i Stockholm. Ungefär samtidigt uppmärksammades hon av Äventyrsspel och Iron Crown Enterprises, och under de påföljande åren ritade samt målade hon illustrerade kartor för dem.
År 1993 flyttade hon och firman till Visby. Under 2007 delades Sophias Ateljé upp i två bolag: Sophies Silver, en ateljé med butik där Qvarnström designar, tillverkar och säljer smycken i silver och guld, och Sophias Ateljés Förlag KB som ger ut mönsterböcker för medeltida dräkter.

## Illustrationer

### Illustrerade kartor i publikationer
För Äventyrsspel
- Mutant 2[3] 1986
- Kandra[4]  1986
- Midgård 2 – Rohan[5] 1986
- Efter Ragnarök[6] 1987
- Drakar och Demoner Gigant[7] 1987
- Drakar och Demoner Samuraj[8] 1987
- Svavelvinter[9] 1987
- Midgård 3 – Södra Mörkmården 1988
- Drakar och Demoner Ivanhoe[10] 1988
- Ereb Altor Trakorien[11] 1988
- Marsklandet[12] 1988
- Ereb Altor[13] 1989
- Ereb Altor Torshem[14] 1989
- Ereb Altor Barbia[15] 1989
- Djupets fasor[16] 1989
- Oraklets fyra ögon[17] 1990
- Drakar och Demoner – grundregler, fjärde utgåvan[18] 1991
- Helvetesfortet[19] 1991
- Melindors återkomst[20] 1991
- Nidland[21] 1991

För Iron Crown Enterprises
- Riders of Rohan[22] 1988
- Southern Mirkwood[23] 1988